# هوکو کواشیما
هوکو کواشیما (انگلیسی: Houko Kuwashima; زاده ۱۲ دسامبر ۱۹۷۵) صداپیشه و خواننده ژاپنی است. وی از سال ۱۹۹۵ میلادی تاکنون مشغول فعالیت بوده‌است.